# Haarajoki bro
Haarajoki bro (finska: Haarajoen silta) är en konsolbalkbro av armerad betong i Joensuu i Finland. Den är 31 meter lång.